# Egon Fuchs (Generalmajor)
Egon Fuchs (* 11. Dezember 1892 in Graudenz; † 19. Juni 1940 bei Saint Aignan (Frankreich)) war ein deutscher Oberst (posthum zum Generalmajor befördert) des Heeres der Wehrmacht im Zweiten Weltkrieg.

## Leben
Beförderungen
- 16. Juni 1913 Leutnant
- 1. April 1937 Oberstleutnant
- 1. April 1940 Oberst
- 1. Juni 1940 Generalmajor (posthum)

Fuchs trat 1911 als Fahnenjunker in das 3. Schlesische Infanterie-Regiment Nr. 156 ein, in welchem er im Ersten Weltkrieg als Zugführer und Bataillons- sowie Regimentsadjutant agierte. Er wurde mit beiden Klassen des Eisernen Kreuzes, dem Verwundetenabzeichen in Schwarz, dem Hamburger Hanseatenkreuz sowie dem Kreuz für Verdienste im Kriege ausgezeichnet. Nach der Demobilisierung seines Regiments im Frühjahr 1919 wurde Fuchs in die Vorläufige Reichswehr übernommen und dem Reichswehr-Infanterie-Regiment 16 zugeteilt. Zum 1. Oktober 1920 wechselte er zum Infanterie-Regiment 7 über, wo er am 1. April 1927 zum Kompaniechef ernannt wurde sowie ab 1. April 1932 beim Regimentsstab eingesetzt war.
Vom 1. April 1934 bis Ende März 1937 fungierte Fuchs als Adjutant der 4. Division in Dresden und wurde anschließend mit Wirkung zum 1. April 1937 zum Kommandeur des III. Bataillons des Infanterie-Regiments 102 der 24. Infanterie-Division in Glauchau ernannt. Hier verblieb er bis zum 23. Oktober 1938. Zum 24. Oktober 1938 wechselte Fuchs zum Infanterie-Regiment 72 der 46. Infanterie-Division über, wo er Kommandeur des II. Bataillons in Eger wurde. Im Zuge der allgemeinen Mobilmachung ab August 1939 wurde er am 26. August 1939 zum Infanterie-Ersatz-Regiment 102 nach Chemnitz abkommandiert, wo er als Kommandeur fungierte. Zum 1. November 1939 wechselte Fuchs als Kommandeur zum Infanterie-Regiment 104 der 33. Infanterie-Division über. Mit dieser Division war das Regiment ab Frühjahr 1940 am Westfeldzug beteiligt, in dessen Verlauf Fuchs am 19. Juni 1940 bei Saint Aignan fiel.
Posthum wurde er am 1. Juni 1940 zum Generalmajor befördert.